# Mickey Rooney
Pour les articles homonymes, voir Mickey et Rooney.
 (août 2024).
Mickey Rooney, est un acteur, réalisateur, producteur, scénariste et compositeur américain, né le 23 septembre 1920 à Brooklyn, New York, et mort le 6 avril 2014 à North Hollywood, près de Los Angeles.
Au cours d'une carrière de près de neuf décennies, il est apparu dans plus de 300 films et était l'une des dernières stars survivantes de l'ère du cinéma muet. Il domine le box-office américain de 1939 à 1941 et est l'un des acteurs les mieux payés de cette époque. Au sommet d'une carrière marquée par des déclins et des retours, il interprète le rôle d'Andy Hardy dans une série de 16 films dans les années 1930 et 1940 qui incarne l'image de soi des États-Unis.
Au sommet de sa carrière, entre 15 et 25 ans, il apparaît dans 43 films et est l'un des acteurs les plus rentables de la Metro-Goldwyn-Mayer. Interprète polyvalent, il est décrit par Laurence Olivier comme le « meilleur qui ait jamais existé ». Clarence Brown, qui le dirige dans deux de ses premiers rôles dramatiques dans Le Grand National et Et la vie continue, déclare que Rooney est la « chose la plus proche d'un génie » avec qui il a jamais travaillé. Il remporte un Golden Globe et un Emmy Award en 1982 pour son rôle dans le téléfilm Bill (en) et reçoit un Oscar d'honneur.
Rooney commence en tant qu'enfant acteur sur les planches de vaudevilles et fait ses débuts au cinéma à l'âge de six ans. Il tient le rôle principal de la série Mickey McGuire (en), constituée de 78 courts métrages, de 7 à 13 ans. À 14 et 15 ans, il joue Puck (en) dans la pièce et l'adaptation cinématographique ultérieure du Songe d'une nuit d'été. À l'âge de 16 ans, il commence à jouer Andy Hardy et obtient sa première reconnaissance à 17 ans avec le rôle de Whitey Marsh dans Des hommes sont nés. À seulement 19 ans, il devient le deuxième plus jeune nommé à l'Oscar du meilleur acteur et le premier adolescent nommé à un Oscar pour son interprétation du rôle de Mickey Moran dans l'adaptation cinématographique de 1939 de la comédie musicale de Broadway Place au rythme (en). Il reçoit l'Oscar de la jeunesse en 1939 et sa deuxième nomination aux Oscars dans la même catégorie pour son rôle d'Homer Macauley dans Et la vie continue.
Enrôlé dans l'armée pendant la Seconde Guerre mondiale, Rooney sert près de deux ans, divertissant plus de deux millions de soldats sur scène et à la radio. Il reçoit la Bronze Star pour son travail dans les zones de combat. De retour en 1945, il est trop vieux pour les rôles juvéniles, mais trop petit (1,57 m) pour la plupart des rôles adultes, et est incapable d'obtenir autant de rôles principaux qu'auparavant. Cependant, dans de nombreux films noirs à petit budget, mais très bien accueillis par la critique, il tient le rôle principal au cours de cette période et dans les années 1950. Sa carrière est renouvelée avec des seconds rôles bien accueillis dans des films tels que Le Brave et le Téméraire (1956), Requiem pour un champion (1962), Un monde fou, fou, fou, fou (1963), Peter et Elliott le dragon (1977) et L'Étalon noir (1979). Il est nommé à l'Oscar du meilleur acteur dans un second rôle en 1957 pour Le Brave et le Téméraire, et en 1980 pour L'Étalon noir. Au début des années 1980, il revient à Broadway dans Sugar Babies (en), un rôle qui lui vaut des nominations aux Tony Awards et aux Drama Desk Awards du meilleur acteur dans un rôle principal dans une comédie musicale. Il a fait des centaines d'apparitions à la télévision, notamment dans des drames, des émissions de variétés et des talk-shows.
Rooney s'est marié huit fois, six de ces mariages se terminant par un divorce, son huitième et dernier durant plus longtemps que les sept précédents réunis. Il épouse notamment en premières noces l'actrice Ava Gardner en 1942, qui n'est encore à l'époque qu'une obscure starlette adolescente, et ils divorcent l'année suivante, en partie à cause d'une prétendue infidélité. Il a aussi été marié aux actrices Martha Vickers et Elaine Devry (en), ainsi qu'avec le mannequin Barbara Ann Thomason qui est assassinée en 1966 par le cascadeur et acteur Milos Milos (en). Il a eu neuf enfants. Bien qu'il ait gagné des millions au cours de sa carrière, il a dû se déclarer en faillite en 1962 en raison d'une mauvaise gestion de ses finances. Au cours de ses dernières années, il confie ses finances à son beau-fils, qui utilise les revenus de Rooney pour financer son propre style de vie somptueux. Ses millions de gains se sont réduits à un héritage évalué à seulement 18 000 $. Il meurt incapable de payer les frais médicaux et ses arriérés d'impôts, et des dons sont sollicitées auprès du public,

## Biographie

### Enfance
Natif de Brooklyn, à New York, Joseph Yule Jr., dit Mickey Rooney, est le fils de Joe Yule, acteur de vaudevilles américain originaire de Glasgow, en Écosse, et de Nellie W. (née Carter), native de Kansas City dans le Missouri.

### Carrière

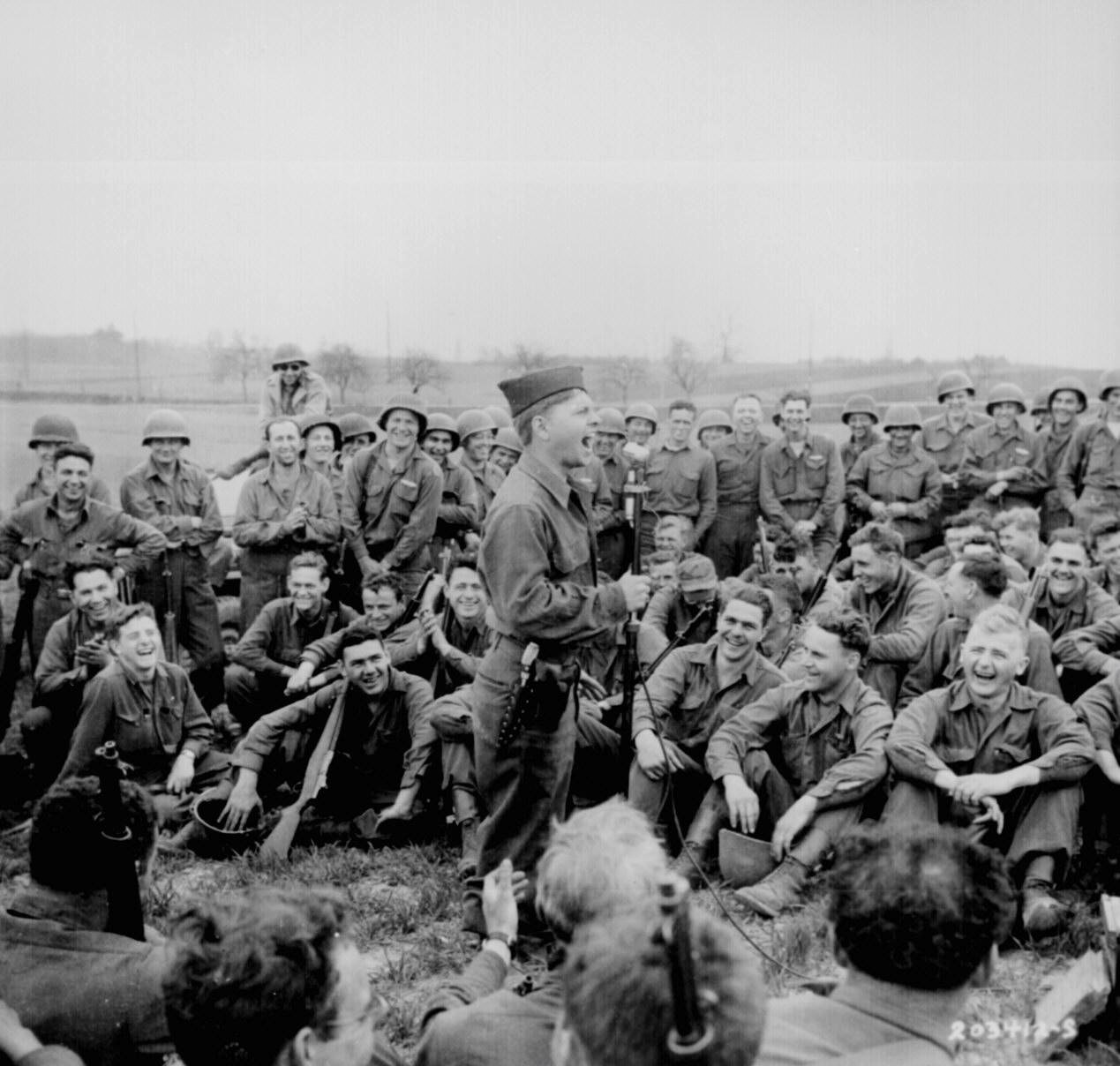
Mickey Rooney imitant des acteurs américains pour distraire des soldats de la 44e Division d'infanterie, le 13 avril 1945 en Allemagne.

Après avoir commencé sa carrière à l'âge de 17 mois en 1922, Mickey Rooney devient une superstar, à l'adolescence, lorsqu'il interprète le personnage d'Andy Hardy dans seize films s'étalant de 1937 à 1958.
Jusqu'à son décès, il aura l'une des carrières d'acteur les plus longues : plus de quatre-vingt-dix ans s'étalant sur dix décennies, des années 1920 aux années 2010, durant laquelle il gagne de multiples récompenses, dont un Oscar et un Emmy Award. Les plus jeunes générations le connaissent pour son rôle principal de Henry Dailey dans la série L'Étalon noir dans les années 1990, diffusée en France sur M6. Il fit de sa petite taille — 1,57 m (5′ 2″) — un atout de comédie.
Avant sa mort, il est, avec Lupita Tovar, Jean Darling et Baby Peggy, l'une des dernières stars à avoir connu la fin du cinéma muet, ainsi que l'un des derniers acteurs à être apparu dans plusieurs films sortis dans les années 1930 et 1940.
La Nuit au Musée 3 aura été son dernier film.

### Mort
Toujours actif à l'écran à la fin de sa vie, Mickey Rooney meurt le 6 avril 2014 à l'âge de 93 ans, à North Hollywood (Los Angeles), de causes naturelles.
Des complications liées au diabète seraient peut-être en cause. Son beau-fils Mark et son épouse, qui s'occupaient de lui, sont ses seuls légataires. Il leur lègue quelques 18 000 $ net.

### Vie privée
Marié huit fois et divorcé sept fois, Mickey Rooney a neuf enfants, dont huit lui survivent. Ses épouses sont :
- Ava Gardner, de 1942 à 1943 ;
- Betty Jane Rase, de 1944 à 1948 ; ils ont deux enfants : Mickey Rooney Jr. (1945-2022) et Tim Rooney (1947-2006) ;
- Martha Vickers, de 1949 à 1952 ; ils ont un fils : Théodore Michael Rooney (né en 1950) ;
- Elaine Devry (née Mahnken), de 1952 à 1958 ;
- Barbara-Ann Thomason (alias Carolyn Mitchell), de 1958 à 1966, qui meurt le 31 janvier de la même année avec son amant Milos Milosevic, secrétaire d'Alain Delon. Quatre enfants sont nés de cette union : Kelly Ann Rooney (née en 1959), Kerry Rooney (né en 1960), Michael Joseph Rooney (né en 1962) et Kimmy Sue Rooney (née en 1963) ;
- Marge Lane, de 1966 à 1967, amie de sa défunte épouse Carolyn Mitchell, après qu'il est tombé dans une profonde dépression ;
- Carolyn Hockett, 1969 à 1974 ; ils ont deux enfants : Jimmy Rooney (né en 1956 d'une précédente union de Carolyn Hockett et adopté par Mickey Rooney) et Jonelle Rooney (née en 1970) ;
- Jan Chamberlin, chanteuse[11] ; cette union perdure de 1978 jusqu'à leur séparation avec partage à l'amiable, en 2013, écartant la perspective d'un divorce ; il quitte à jamais Westlake Village[12].

## Filmographie

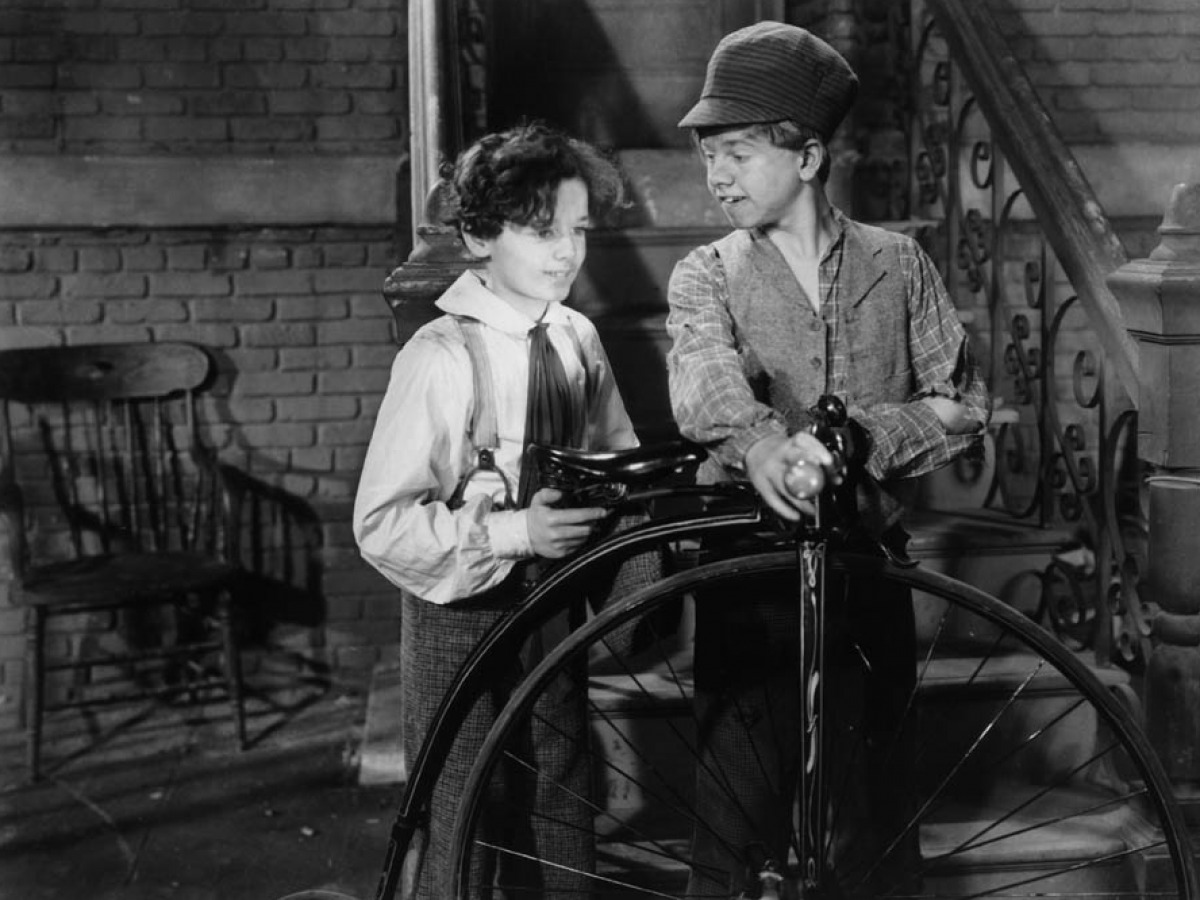
Le Petit Lord Fauntleroy (1936).

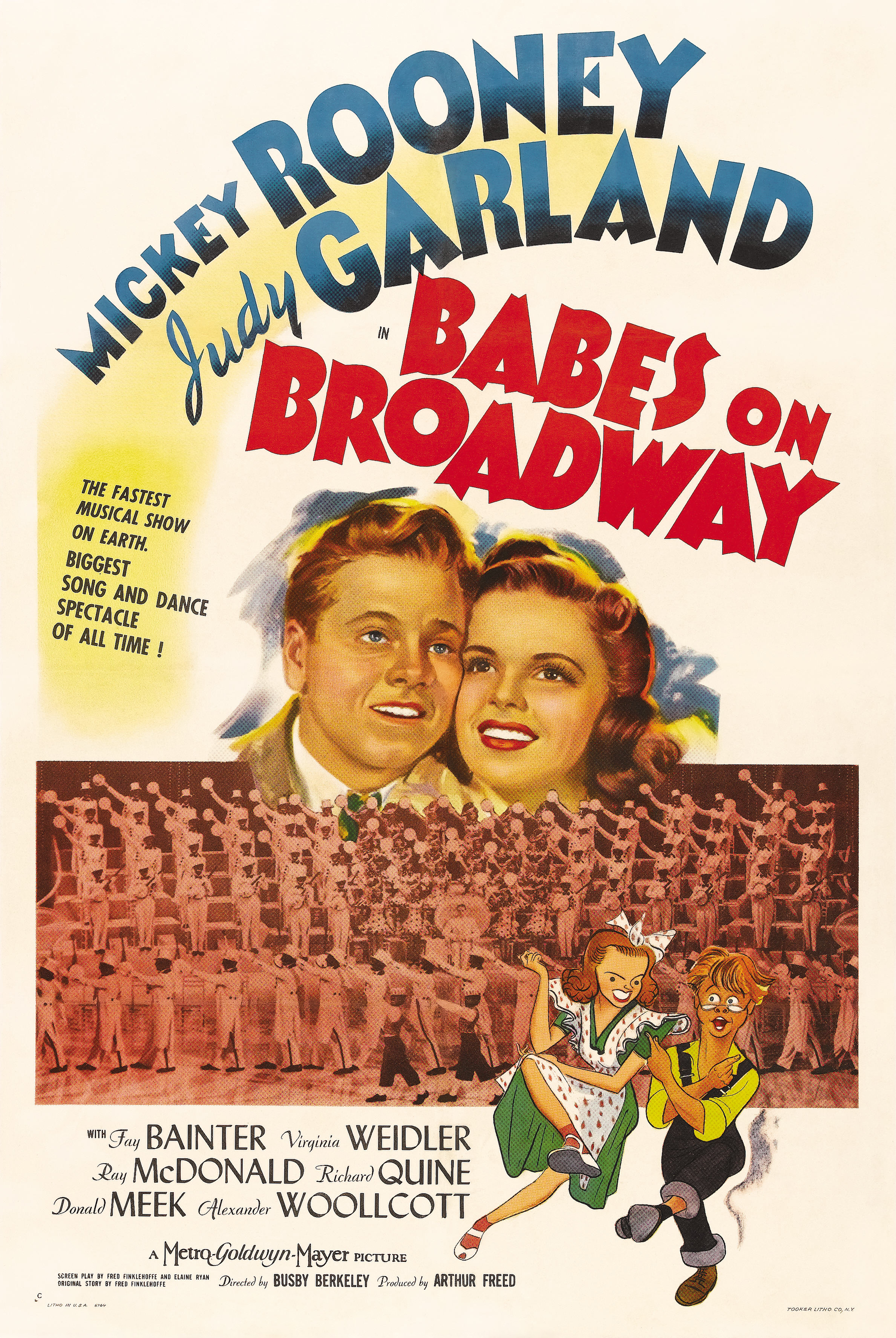
Débuts à Broadway (1941).

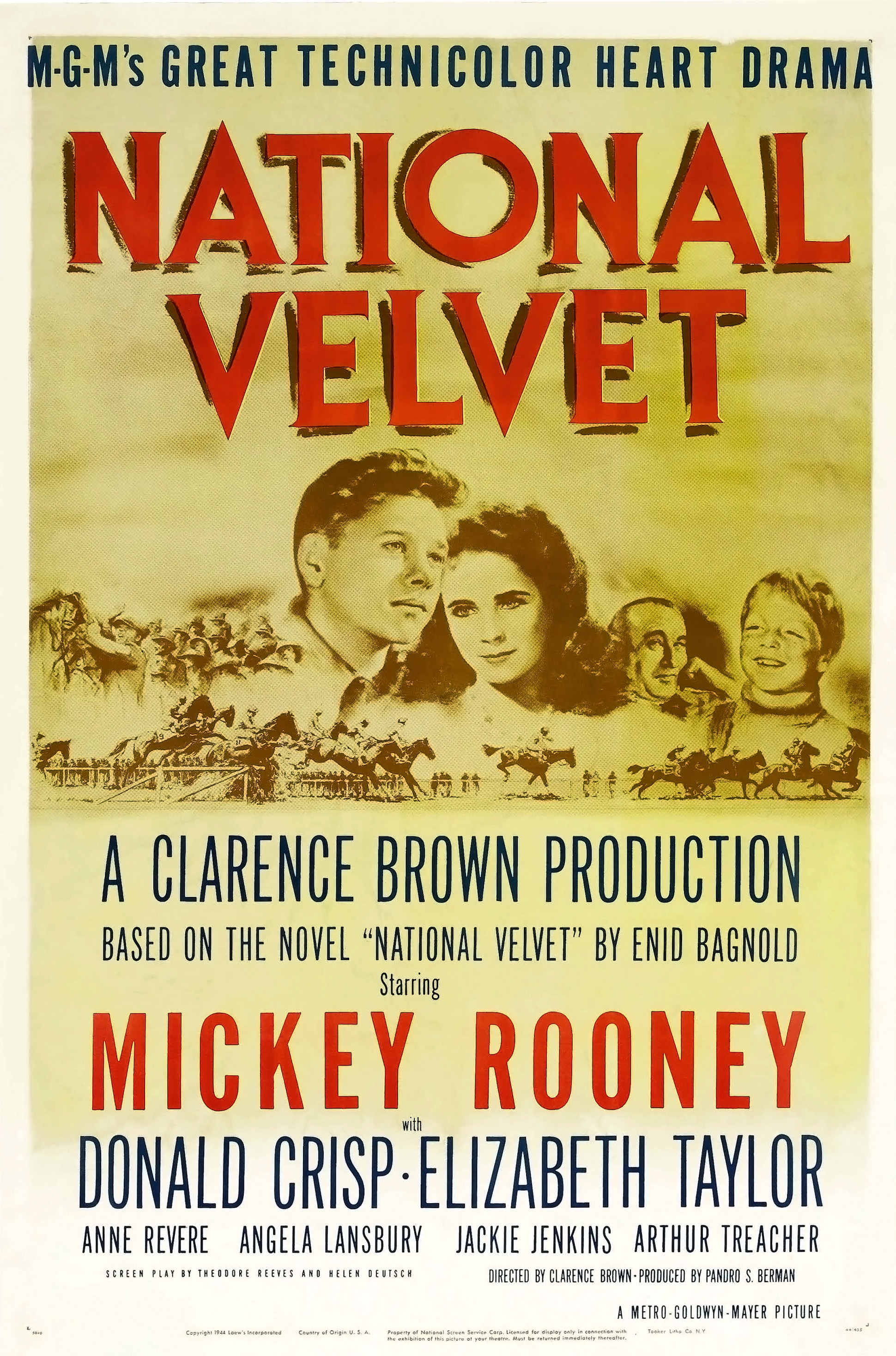
Le Grand National (1944).

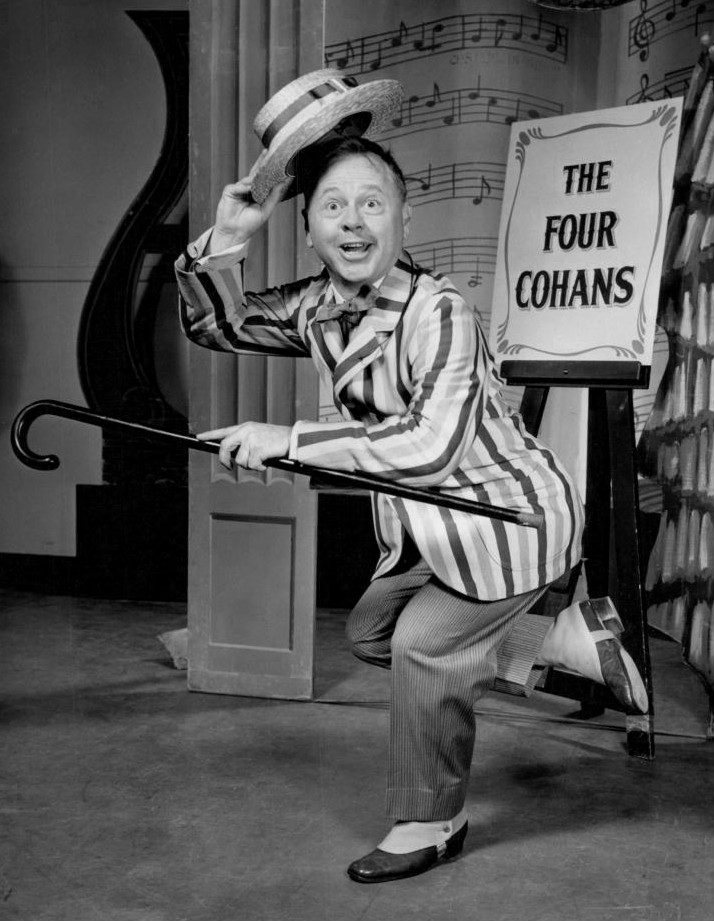
Mr. Broadway (TV) (1957).

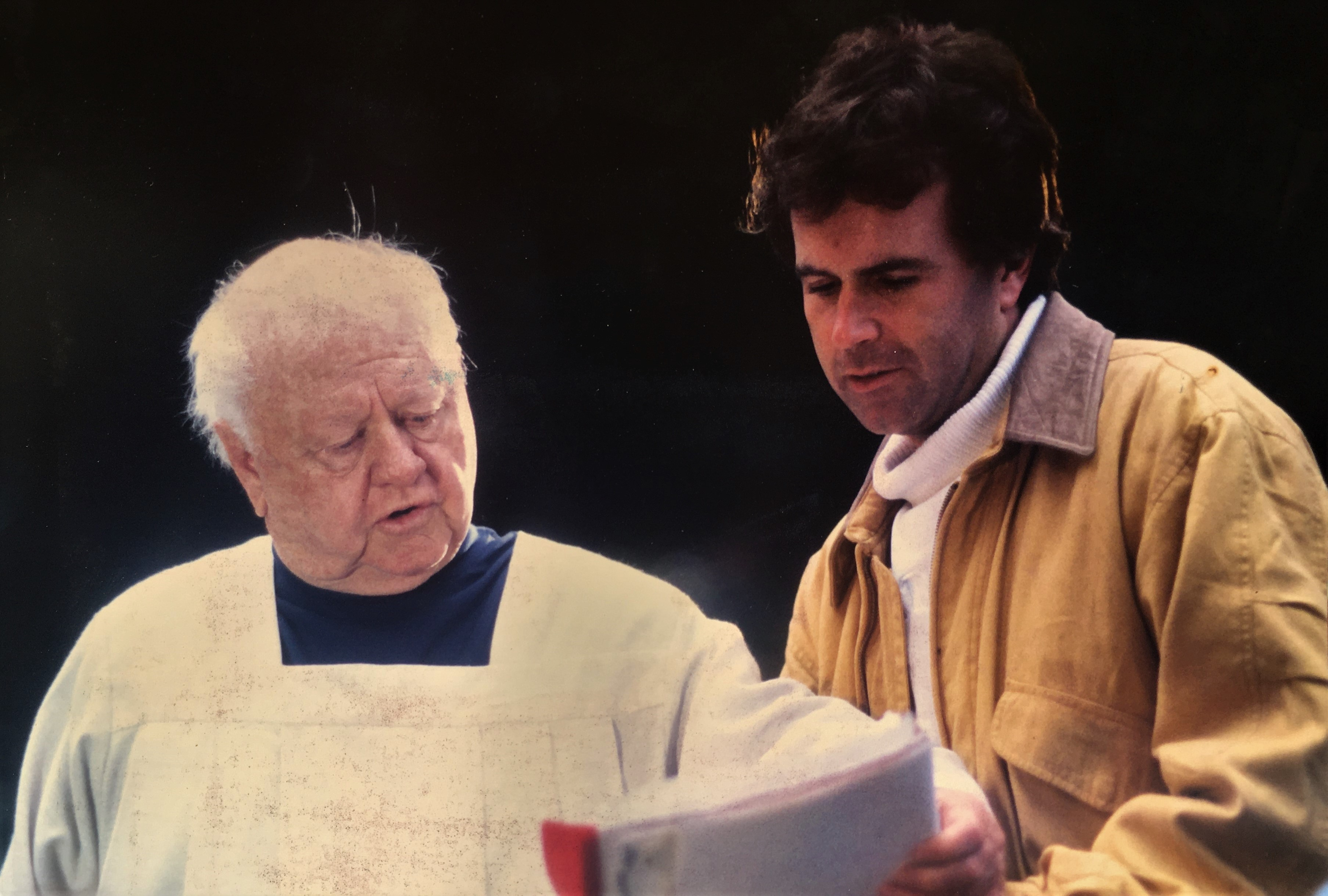
Mickey Rooney sur le tournage de Illusion Infinity (2003), avec Roger Steinmann.

### Comme acteur

#### Longs métrages

##### Années 1920 et 1930
- 1927 : Orchids and Ermine de Alfred Santell : Bit Part
- 1932 : La Bête de la cité (The Beast of the City) de Charles Brabin : Mickey Fitzpatrick
- 1932 : Sin's Pay Day  de George B. Seitz : Chubby Dennis
- 1932 : High Speed de D. Ross Lederman: Buddy Whipple
- 1932 : Fast Companions de Kurt Neumann : Midge
- 1932 : Mon copain le roi (My Pal, the King) de Kurt Neumann : le roi Charles V
- 1932 : Officer Thirteen de George Melford: Buddy Malone
- 1933 : The Big Cage de Kurt Neumann : Jimmy O'Hara
- 1933 : La Vie de Jimmy Dolan (The Life of Jimmy Dolan) d'Archie Mayo : Freckles
- 1933 : The Big Chance de Albert Herman : Arthur Wilson
- 1933 : Les Pantins (Broadway to Hollywood) de Willard Mack : Ted Hackett III, enfant
- 1933 : The Chief de Charles Reisner : Willie, Boy Throwing Firecracker
- 1933 : The World Changes de Mervyn LeRoy : Otto Peterson, enfant
- 1934 : Beloved de Victor Schertzinger : Tommy, un apprenti violoniste
- 1934 : Perdus dans la jungle (The Lost Jungle) de Armand Schaefer : Mickey, lead boy with Dog at circus [Ch.1]
- 1934 : I Like It That Way de Harry Lachman : Messenger Boy
- 1934 : L'Homme de quarante ans (Upperworld) de Roy Del Ruth : Jerry (scènes supprimées)
- 1934 : L'Ennemi public n° 1 (Manhattan Melodrama) de W.S. Van Dyke : Blackie as a boy
- 1934 : Maison à vendre (Love Birds) de William A. Seiter : Gladwyn Tootle
- 1934 : Un bon exemple (Half a Sinner) de Kurt Neumann : Willie Clark
- 1934 : Hide-Out de W. S. Van Dyke : William 'Willie' Miller
- 1934 : La Passagère (Chained), de Clarence Brown : Boy Swimmer
- 1934 : Blind Date de Roy William Neill : Freddy
- 1934 : Death on the Diamond de Edward Sedgwick : Mickey
- 1935 : Le Démon de la politique (The County Chairman) de John G. Blystone : Freckles
- 1935 : Imprudente Jeunesse (Reckless) de Victor Fleming : Eddie
- 1935 : L'Amour est maître (The Healer) de Reginald Barker : Jimmy
- 1935 : Le Songe d'une nuit d'été (A Midsummer Night's Dream) de William Dieterle et Max Reinhardt : Puck, or Robin Goodfellow, a Fairy
- 1935 : Code secret (Rendezvous) : garçon de la campagne
- 1935 : Impétueuse Jeunesse (Ah, Wilderness!) de Clarence Brown : Tommy Miller
- 1936 : La Loi du plus fort (Riffraff) de J. Walter Ruben : Jimmy Thurger
- 1936 : Le Petit Lord Fauntleroy (Little Lord Fauntleroy) de John Cromwell : Dick Tipton
- 1936 : Down the Stretch de William Clemens : 'Snapper' Sinclair, aka Fred St. Clair
- 1936 : Au seuil de la vie (The Devil Is a Sissy) de W.S. Van Dyke : James 'Gig' Stevens
- 1937 : Secrets de famille (A Family Affair) de George B. Seitz : Andy Hardy
- 1937 : Capitaines courageux (Captains Courageous) de Victor Fleming : Dan
- 1937 : Le Dernier négrier (Slave Ship) de Tay Garnett : Swifty
- 1937 : Le Petit Bagarreur (Hoosier Schoolboy) de William Nigh : Shockey Carter
- 1937 : La Vie, l'Art et l'Amour (Live, Love and Learn) de George Fitzmaurice : Jerry Crump
- 1937 : Thoroughbreds Don't Cry d'Alfred E. Green : Timmie 'Tim' Donovan
- 1937 : La Famille Hardy en vacances (You're Only Young Once) de George B. Seitz : Andrew 'Andy' Hardy
- 1938 : Love Is a Headache de Richard Thorpe : Mike' OToole
- 1938 : Judge Hardy's Children de George B. Seitz : Andrew 'Andy' Hardy
- 1938 : Hold That Kiss de Edwin L. Marin : Chick Evans
- 1938 : Barreaux blancs (Lord Jeff) de Sam Wood : Terry O'Mulvaney
- 1938 : L'Amour frappe André Hardy (Love Finds Andy Hardy) de George B. Seitz : Andrew 'Andy' Hardy
- 1938 : Des hommes sont nés (Boys Town) de Norman Taurog : Whitey Marsh
- 1938 : Compagnons d'infortune (Stablemates) de Sam Wood : Michael 'Mickey'
- 1938 : André Hardy Cow-Boy (Out West with the Hardys) de George B. Seitz : Andrew 'Andy' Hardy
- 1939 : Les Aventures d'Huckleberry Finn (The Adventures of Huckleberry Finn) de Richard Thorpe : Huckleberry Finn
- 1939 : André Hardy millionnaire (The Hardys Ride High) de George B. Seitz : Andrew 'Andy' Hardy
- 1939 : André Hardy s'enflamme (Andy Hardy Gets Spring Fever) de W.S. Van Dyke : Andrew 'Andy' Hardy
- 1939 : Place au rythme (Babes in Arms) de Busby Berkeley : Mickey Moran
- 1939 : André Hardy détective (Judge Hardy and Son) : Andrew 'Andy' Hardy

##### Années 1940
- 1940 : La Jeunesse d'Edison (Young Tom Edison) de Norman Taurog : Thomas Alva 'Tom' Edison
- 1940 : André Hardy va dans le monde (Andy Hardy Meets Debutante) de George B. Seitz : Andrew 'Andy' Hardy
- 1940 : En avant la musique (Stripe up the band) de Busby Berkeley : James 'Jimmy' Connors
- 1941 : La Secrétaire privée d'André Hardy (Andy Hardy's Private Secretary) de George B. Seitz : Andrew 'Andy' Hardy
- 1941 : Des hommes vivront (Men of Boys Town) de Norman Taurog : Whitey Marsh
- 1941 : La vie commence pour André Hardy (Life Begins for Andy Hardy) de George B. Seitz: Andrew 'Andy' Hardy
- 1941 : Débuts à Broadway (Babes on Broadway) de Busby Berkeley : Tommy 'Tom' Williams
- 1942 : Personalities : Andy Hardy (screen test footage)
- 1942 : André Hardy fait sa cour (The Courtship of Andy Hardy) de George B. Seitz : Andrew 'Andy' Hardy
- 1942 : Un drôle de lascar (A Yank at Eton) de Norman Taurog : Timothy Dennis
- 1942 : La Double Vie d'André Hardy (Andy Hardy's Double Life) de George B. Seitz : Andrew 'Andy' Hardy
- 1943 : Et la vie continue (The Human Comedy) de Clarence Brown : Homer Macauley
- 1943 : Fou de girls (Girl Crazy) de Norman Taurog et Busby Berkeley : Danny Churchill, Jr.
- 1943 : Parade aux étoiles (Thousands cherr) de George Sidney : Lui-même
- 1944 : André Hardy préfère les brunes (Andy Hardy's Blonde Trouble) de George B. Seitz : Andrew 'Andy' Hardy
- 1944 : Le Grand National (National Velvet) de Clarence Brown : Mi Taylor
- 1946 : Mickey the Great
- 1946 : Peines de cœur (Love Laughs at Andy Hardy) de Willis Goldbeck : Andrew 'Andy' Hardy
- 1947 : Mac Coy aux poings d'or (Killer McCoy) de Roy Rowland : Tommy McCoy
- 1948 : Belle Jeunesse (Summer Holiday) de Rouben Mamoulian : Richard Miller
- 1948 : Ma vie est une chanson ('Words and Music) de Norman Taurog : Lorenz Hart
- 1949 : Le Grand Départ (The Big Wheel) de Edward Ludwig : Billy Coy

##### Années 1950
- 1950 : Sables mouvants (Quicksand) de Irving Pichel : Daniel « Dan » Brady
- 1950 : Les Rois de la piste (The Fireball ) de Tay Garnett : Johnny Casar
- 1950 : He's a Cockeyed Wonder de Peter Godfrey : Freddie Frisby
- 1951 : My Outlaw Brother de Elliott Nugent : J. Dennis 'Denny' O'Moore
- 1951 : Le Cabaret du soleil couchant (The Strip) de László Kardos : Stanley Maxton
- 1952 : Sound Off (en) de Richard Quine : Mike Donnelly
- 1953 : Les dégourdis de la M.P. (Off Limits) de George Marshall : Herbert Tuttle
- 1953 : All Ashore de Richard Quine : Francis 'Moby' Dickerson
- 1953 : Un vol sans importance (A Slight Case of Larceny) de Don Weis : Augustus 'Geechy' Cheevers
- 1954 : Le Destin est au tournant (Drive a Crooked Road) de Richard Quine : Eddie Shannon
- 1954 : Le Kid atomique (en) (The Atomic Kid) de Leslie H. Martinson : Barnaby 'Blix' Waterberry
- 1954 : The Mickey Rooney Show (série TV) : Mickey Mulligan (1954-55)
- 1955 : Les Ponts de Toko-Ri (The Bridges at Toko-Ri) de Mark Robson : Mike Forney
- 1955 : The Twinkle in God's Eye de George Blair : Rev. William Macklin II
- 1956 : Le Brave et le Téméraire (The Bold and the Brave) de Lewis R. Foster : Dooley
- 1956 : Francis détective (Francis in the Haunted House) de Charles Lamont : David Prescott
- 1956 : Magnificent Roughnecks de Sherman A. Rose : Frank Sommers
- 1957 : The Comedian (TV) : Sammy Hogarth
- 1957 : Mr. Broadway (TV) : George M. Cohan
- 1957 : Le Bal des cinglés (Operation Mad Ball) de Richard Quine : MSgt. Yancy Skibo
- 1957 : Pinocchio (TV) : Pinocchio
- 1957 : Baby Face Nelson de Don Siegel : Lester M. 'Baby Face Nelson' Gillis
- 1958 : A Nice Little Bank That Should Be Robbed de Henry Levin : Gus Harris
- 1958 : Le Retour d'André Hardy (Andy Hardy Comes Home) de Howard W. Koch : Andrew 'Andy' Hardy
- 1959 : Le Témoin doit être assassiné (The Big Operator) de Charles Haas : Little Joe Braun
- 1959 : La Rafale de la dernière chance (en) (The Last Mile) d'Howard W. Koch : John 'Killer' Mears

##### Années 1960
- 1960 : Les Jeunes Terreurs (Platinum High School) de Charles Haas : Steven Conway
- 1960 : La Vie privée d'Adam et Ève (The Private Lives of Adam and Eve) d'Albert Zugsmith : Nick Lewis (The Devil)
- 1961 : King of the Roaring 20's - The Story of Arnold Rothstein de Joseph M. Newman : Johnny Burke
- 1961 : Diamants sur canapé (Breakfast at Tiffany's) de Blake Edwards : Mr. Yunioshi
- 1961 : Everything's Ducky de Don Taylor : Beetle McKay
- 1962 : Requiem pour un champion (Requiem for a Heavyweight) de Ralph Nelson : Army
- 1963 : Un monde fou, fou, fou, fou (It's a Mad Mad Mad Mad World) de Stanley Kramer : Ding 'Dingy' Bell
- 1963 : La Quatrième Dimension (The Twilight Zone) (Série TV) : épisode La Dernière Nuit d'un jockey (The Last Night of a Jockey) de Joseph M. Newman (saison 5, épisode 5) : Grady
- 1964 : L'Invasion secrète (The Secret Invasion) de Roger Corman : Terence Scanlon (demolition)
- 1964 : Mickey (série TV) : Mickey Grady (1964-1965)
- 1965 : Trafic à Beyrouth (Twenty-Four Hours to Kill) : Norman Jones
- 1965 : How to Stuff a Wild Bikini de William Asher : Peachy Keane
- 1966 : Belfagor le Magnifique (L'Arcidiavolo) de Ettore Scola : Adramalek
- 1966 : Ambush Bay de Ron Winston : Gunnery Sgt. Ernest Wartell
- 1966 : The Fugitive (série TV) : This'll kill you
- 1967 : Ready and Willing (TV)
- 1968 : Skidoo (Skidoo) de Otto Preminger : Blue Chips Packard
- 1969 : The Extraordinary Seamande John Frankenheimer : Cook 3 / C W. J. Oglethorpe
- 1969 : The Comic de Carl Reiner : Cockeye
- 1969 : 80 Steps to Jonah de Gerd Oswald : Wilfred Bashford

##### Années 1970
- 1970 : Cockeyed Cowboys of Calico County (en) de Anton Leader et Ranald MacDougall : Indian Tom
- 1970 : Santa Claus Is Comin' to Town (TV) : Kris (voix)
- 1971 : The Manipulator : B.J. Lang
- 1972 : Evil Roy Slade (TV) : Nelson Stool
- 1972 : Richard : Guardian Angel
- 1972 : Retraite mortelle (Pulp) : Preston Gilbert
- 1973 : The Godmothers : Rocky Mastrasso
- 1974 : Il était une fois Hollywood (That entertainment) de Jack Haley Jr : Lui-même
- 1974 : Thunder County : Gas Station Attendant
- 1974 : Rachel's Man de Moshe Mizrahi : Laban
- 1974 : Journey Back to Oz de Hal Sutherland : Scarecrow (voix)
- 1974 : The Year Without a Santa Claus (TV) : Santa Claus (voix)
- 1975 : Juego sucio en Panamá : Papa Joe
- 1975 : Bons baisers de Hong Kong de Yvan Chiffre : Marty
- 1976 : Find the Lady : Trigger
- 1977 : La Théorie des dominos (The Domino Principle) de Stanley Kramer : Spiventa
- 1977 : Peter et Elliott le dragon (Pete's Dragon) de Don Chaffey : Lampie
- 1978 : La Magie de Lassie (The Magic of Lassie), de Don Chaffey : Gus
- 1979 : Donovan's Kid (TV) : Old Bailey
- 1979 : Rudolph and Frosty's Christmas in July (TV) : Santa Claus (voix)
- 1979 : L'Étalon noir (The Black Stallion) de Carroll Ballard : Henry Dailey
- 1979 : Le Trésor de la montagne sacrée (Arabian Adventure) de Kevin Connor: Daad El Shur

#### Années 1980
- 1980 : My Kidnapper, My Love (TV) : The Maker
- 1981 : Leave 'em Laughing (TV) : Jack Thum
- 1981 : Rox et Rouky (The Fox and the Hound) : Adult Tod (voix)
- 1981 : Bill (TV) : Bill Sackter
- 1981 : Senior Trip de Kenneth Johnson (téléfilm) : lui-même
- 1982 : La Traversée de la Pacific (The Emperor of Peru) de Fernando Arrabal : The Railway Engineer
- 1983 : O'Malley (TV) : O'Malley
- 1983 : Bill: On His Own (TV) : Bill Sackter
- 1984 : It Came Upon the Midnight Clear (TV) : Mike Halligan
- 1985 : Les Bisounours: le film (The Care Bears Movie) : Mr. Cherrywood (voix)
- 1986 : Le Retour de Mike Hammer (The Return of Mickey Spillane's Mike Hammer) de Ray Danton (TV) : Jack Bergan
- 1986 : Lightning, l'Étalon blanc (Lightning, the White Stallion) de William A. Levey : Barney Ingram
- 1986 : Little Spies (TV) : James Turner(The Hermit)
- 1988 : Bluegrass (TV) : John Paul Jones
- 1989 : Little Nemo: Adventures in Slumberland : Flip (voix)
- 1989 : Erik, le Viking (Erik the Viking) de Terry Jones : Le grand-père d'Erik

##### Années 1990
- 1990 : L'Étalon noir (TV) : Henry Daley
- 1990 : Home for Christmas (TV) : Elmer
- 1991 : My Heroes Have Always Been Cowboys (en) de Stuart Rosenberg : Junion, Jesse's Roommate at Retirement Home
- 1991 : The Gambler Returns: The Luck of the Draw (TV) : The Director
- 1992 : Sweet Justice : Zeke
- 1992 : La Vida láctea : Barry Reilly
- 1992 : Douce nuit, sanglante nuit 5 : Les Jouets de la mort (Silent Night, Deadly Night 5: The Toy Maker) : Joe Petto
- 1992 : Die Abenteuer von Pico und Columbus : Narrator
- 1992 : Maximum Force de Joseph Merhi : Chief of Police
- 1993 : The Legend of Wolf Mountain : Pat Jensen
- 1993 : Arabesque (série TV) : Matt Cleveland (saison 10, épisode 6 : Bloodlines)
- 1994 : Making Waves : Gabriel
- 1994 : The Outlaws: Legend of O.B. Taggart de Rupert Hitzig
- 1994 : Revenge of the Red Baron de Robert Gordon : Grandpa Spencer
- 1995 : Brothers' Destiny (TV) : Father Flanagan
- 1995 : Les Simpson (série TV), S7-02 Radioactive man : lui-même (voix)
- 1997 : Boys Will Be Boys de Dom DeLuise (TV) : Wellington
- 1997 : Killing Midnight : Professor Mort Sang
- 1997 : Kings of the Court (vidéo)
- 1997 : Kleo the Misfit Unicorn (série TV) : Talbut
- 1998 : The Face on the Barroom Floor
- 1998 : Animals (Animals and the Tollkeeper) : Tollkeeper
- 1998 : Michael Kael contre la World News Company de Christophe Smith : Griffith
- 1998 : Sinbad: The Battle of the Dark Knights : Sage
- 1998 : Babe, le cochon dans la ville (Babe: Pig in the City) de George Miller : Fugly Floom, the Speechless Man in Hotel
- 1999 : Holy Hollywood
- 1999 : The First of May : Boss Ed

##### Années 2000 et 2010
- 2000 : Internet Love

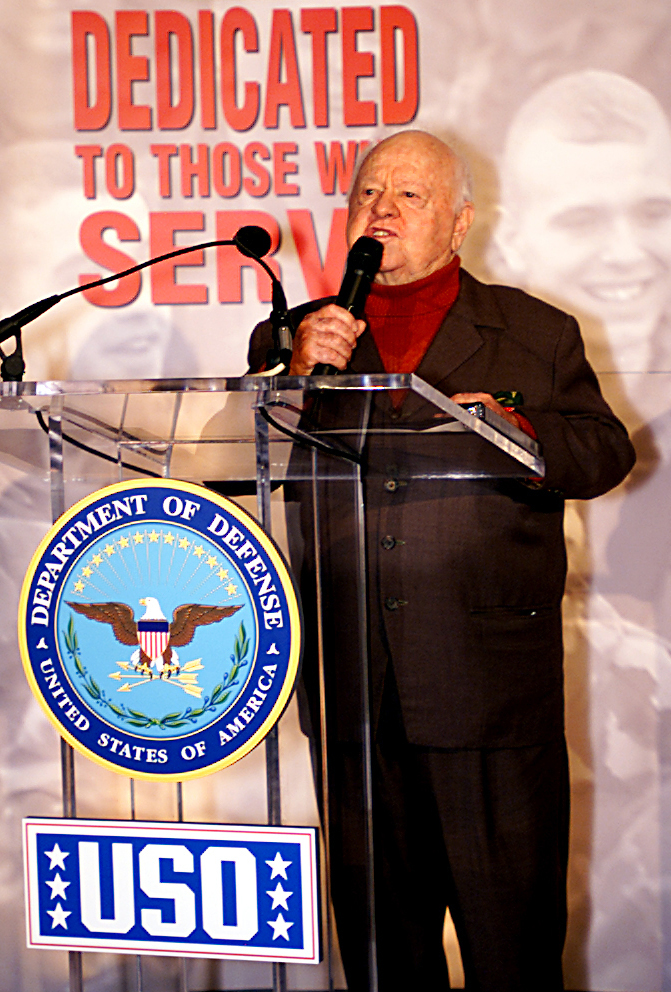
Mickey Rooney au Pentagone recevant une récompense de l'USO le 2 novembre 2000.

- 2000 : Le Fantôme du cinéma (Phantom of the Megaplex) (TV) : Movie Mason
- 2001 : La Belle et le Clochard 2 : L'Appel de la rue (Lady and the Tramp II: Scamp's Adventure) (vidéo) : Sparky (Junkyard Dog) (voix)
- 2001 : Judy Garland, la vie d'une étoile (Life with Judy Garland: Me and My Shadows) (TV) : Singing Voice of Mickey Rooney
- 2002 : Topa Topa Bluffs : Prospector
- 2004 : Paradise : Simon / Henry Sr.
- 2005 : Strike the Tent : David McCord
- 2005 : The Happy Elf (vidéo) : Santa (voix)
- 2006 : To Kill a Mockumentary (vidéo) : Max
- 2006 : La Nuit au musée (Night at the Museum) de Shawn Levy : Gus
- 2007 : The yesterday pool : Trobadar
- 2007 :The Greatest Show Ever (TV) : The Boss
- 2007 : The Thirsting (vidéo) : Savy
- 2007 : A christmas too many (vidéo) : Grandpa
- 2007 : Behind the Director's Son's Cut (vidéo) : Grand-père d'Erik
- 2007 : Le Dernier Confédéré : Julian Adams
- 2008 : Wreck the halls : Santa
- 2008 : Lost Stallions: The Journey Home : Chef
- 2008 : Meurtres à l'Empire State Building (TV) : Mickey Silver
- 2008 : A Miser Brothers' Christmas (TV) : Santa Claus (voix)
- 2009 : Saddle up with Dick Wrangler and Injun Joe : Owen Bloomenkrantz
- 2010 : Gerald : Le Docteur
- 2010 : Now here : Swifty
- 2011 : Night club : Jerry Sherman
- 2011 : Les Muppets, le retour : Smalltown Resident
- 2011 : Bamboo Shark : Brooks
- 2012 : Driving Me Crazy : M. Cohen
- 2012 : The Voices from Beyond : Johnny O'Hara
- 2012 : The Woods : Lester
- 2014 : La Nuit au musée 3 : Gus

#### Courts métrages
- 1926 : Not to be Trusted
- 1927 : Mickey's Circus : Mickey McGuire
- 1927 : Mickey's Pals : Mickey McGuire
- 1927 : Mickey's Eleven (en) d'Albert Herman : Mickey McGuire
- 1927 : Mickey's Battle : Mickey McGuire
- 1928 : Mickey's Minstrels : Mickey McGuire
- 1928 : Mickey's Parade : Mickey McGuire
- 1928 : Mickey in School (en) d'Albert Herman : Mickey McGuire
- 1928 : Mickey's Nine : Mickey McGuire
- 1928 : Mickey's Little Eva : Mickey McGuire
- 1928 : Mickey's Wild West : Mickey McGuire
- 1928 : Mickey in Love : Mickey McGuire
- 1928 : Mickey's Triumph : Mickey McGuire
- 1928 : Mickey's Babies : Mickey McGuire
- 1928 : Mickey's Movies : Mickey McGuire
- 1928 : Mickey's Rivals : Mickey McGuire
- 1928 : Mickey the Detective (en) d'Albert Herman : Mickey McGuire
- 1928 : Mickey's Athletes : Mickey McGuire
- 1928 : Mickey's Big Game Hunt : Mickey McGuire
- 1929 : Mickey's Great Idea : Mickey McGuire
- 1929 : Mickey's Explorers : Mickey McGuire
- 1929 : Mickey's Menagerie : Mickey McGuire
- 1929 : Mickey's Last Chance : Mickey McGuire
- 1929 : Mickey's Brown Derby : Mickey McGuire
- 1929 : Mickey's Northwest Mounted : Mickey McGuire
- 1929 : Mickey's Initiation : Mickey McGuire
- 1929 : Mickey's Midnite Follies d'Albert Herman : Mickey McGuire
- 1929 : Mickey's Surprise  d'Albert Herman : Mickey McGuire
- 1929 : Mickey's Mix-Up  d'Albert Herman : Mickey McGuire
- 1929 : Mickey's Big Moment d'Albert Herman : Mickey McGuire
- 1929 : Mickey's Strategy d'Albert Herman : Mickey McGuire
- 1930 : Mickey's Champs : Mickey McGuire
- 1930 : Mickey's Master Mind : Mickey McGuire
- 1930 : Mickey's Luck : Mickey McGuire
- 1930 : Mickey's Whirlwinds : Mickey McGuire
- 1930 : Mickey's Warriors : Mickey McGuire
- 1930 : Mickey the Romeo : Mickey McGuire
- 1930 : Mickey's Merry Men : Mickey McGuire
- 1930 : Mickey's Winners : Mickey McGuire
- 1930 : Mickey's Musketeers : Mickey McGuire
- 1930 : Mickey's Bargain d'Albert Herman : Mickey McGuire
- 1931 : Mickey's Stampede : Mickey McGuire
- 1931 : Mickey's Crusaders : Mickey McGuire
- 1931 : Mickey's Rebellion : Mickey McGuire
- 1931 : Mickey's Diplomacy : Mickey McGuire
- 1931 : Mickey's Wildcats : Mickey McGuire
- 1931 : Mickey's Thrill Hunters : Mickey McGuire
- 1931 : Mickey's Helping Hand : Mickey McGuire
- 1931 : Mickey's Sideline : Mickey McGuire
- 1932 : Mickey's Busy Day : Mickey McGuire
- 1932 : Mickey's Travels : Mickey McGuire
- 1932 : Mickey's Holiday : Mickey McGuire
- 1932 : Mickey's Big Business : Mickey McGuire
- 1932 : Mickey's Golden Rule : Mickey McGuire
- 1932 : Mickey's Charity : Mickey McGuire
- 1933 : Mickey's Ape Man : Mickey McGuire
- 1933 : Mickey's Race : Mickey McGuire
- 1933 : Mickey's Big Broadcast : Mickey McGuire
- 1933 : Mickey's Disguises : Mickey McGuire
- 1933 : Mickey's Touchdown : Mickey McGuire
- 1933 : Mickey's Tent Show : Mickey McGuire
- 1933 : Mickey's Covered Wagon (en) de Jesse Duffy (en) : Mickey McGuire
- 1934 : Mickey's Rescue : Mickey McGuire
- 1934 : Mickey's Medicine Man : Mickey McGuire
- 1936 : Mickey's Derby Day : Mickey McGuire
- 1938 : Andy Hardy's Dilemma: A Lesson in Mathematics... and Other Things : Andy Hardy
- 1968 : Vienna (en)

### Comme réalisateur
- 1951 : My True Story
- 1956 : Le Brave et le Téméraire (The Bold and the Brave)
- 1960 : Happy (série télévisée)
- 1960 : La Vie privée d'Adam et Ève (The Private Lives of Adam and Eve)

### Comme producteur
- 1954 : The Atomic Kid
- 1955 : The Twinkle in God's Eye
- 1956 : Jaguar réalisé par George Blair

### Comme scénariste
- 1973 : The Godmothers
- 1994 : The Outlaws: Legend of O.B. Taggart

### Comme compositeur
- 1952 : Sound Off (en)

## Distinctions
- Oscars 1939 : Oscars d'honneur partagé avec Deanna Durbin « pour leur contribution significative à porter à l'écran l'esprit et la représentation de la jeunesse et pour avoir démontré en tant que jeunes acteurs un haut niveau de capacités et de talent » (« for their significant contribution in bringing to the screen the spirit and personification of youth, and as juvenile players setting a high standard of ability and achievement »).
- Oscars 1983 : Oscars d'honneur « en reconnaissance de cinquante années de polyvalence dans une grande variété de remarquables performances »).
- Festival du film de Giffoni 1996 : Prix François Truffaut.
- Festival du film de Telluride 2005 : Prix Silver Medallion.

## Voix francophones
En France, Pierre Trabaud a été la voix la plus régulière de Mickey Rooney. Pierre Baton et Jean-Claude Donda l'ont également doublé à deux reprises chacun.
| En France - Pierre Trabaud dans : - Un monde fou, fou, fou, fou - L'Invasion secrète - La Théorie des dominos - Les Bisounours, le film (voix) - Pierre Baton dans : - L'Étalon noir (série télévisée) - La Nuit au musée - Jean-Claude Donda dans : - Peter et Elliott le dragon (2nd doublage) - La Magie de Lassie | Et aussi : - Henry Charrett dans Les Ponts de Toko-Ri - Alfred Pasquali dans Diamants sur canapé - Maurice Baquet dans Peter et Elliott le dragon (1er doublage) - Jacques Dynam dans L'Étalon noir - Morvan Salez dans Rox et Rouky (voix) - Gérard Rinaldi dans La Belle et le Clochard 2 : L'Appel de la rue (voix) Au Québec - Ronald France dans Kléo (voix) - Pierre Verville dans La Belle et le Clochard 2 : L'Aventure de Scamp (voix) - André Montmorency dans Une nuit au musée |